# Alberto Achá
Alberto Figueroa de Achá (* 3. April 1920 in Cochabamba; † 18. Februar 1965) war ein bolivianischer Fußballspieler. Der Abwehrspieler lief 24-mal für die bolivianische Nationalmannschaft auf und nahm an der Weltmeisterschaft 1950 in Brasilien teil.

## Karriere

### Verein
Alberto Achá spielte einen Großteil seiner Karriere beim Club The Strongest und gewann mit dem Verein aus La Paz mehrmals den Campeonato de la Liga de La Paz. Weiter spielte er für den Club Always Ready, Unión Maestranza de Viacha und weitere Vereine aus der Hauptstadt La Paz.

### Nationalmannschaft
Alberto Achá spielte zwischen 1945 und 1950 insgesamt 24-mal für das bolivianische Nationalteam. Mit den Verdes spielte er vier Südamerikameisterschaften. Bei den ersten drei Teilnahmen von Achá sprang maximal der vorletzte Platz heraus, doch beim Campeonato Sudamericano 1949 in Brasilien kam Bolivien mit vier Siegen und drei Niederlagen auf den vierten Platz. Der Abwehrspieler absolvierte alle sieben Turnierpartien. Sein letztes großes Turnier war die Weltmeisterschaft 1950 in Brasilien, bei der Bolivien nach Absagen der Türkei und Schottland und dem Verzicht der Ersatzkandidaten eine Zweiergruppe mit Uruguay bildete. Dort verlor Achá mit Bolivien gegen den späteren Weltmeister klar mit 0:8 und schied nach nur einem Spiel aus. Für Achá war es das letzte Länderspiel.

## Erfolge
The Strongest
- Campeonato de la Liga de La Paz: 1943, 1945, 1946